# Fabian Boll
Pour les articles homonymes, voir Boll.
Fabian Boll est un ex footballeur allemand, né le 16 juin 1979 à Bad Bramstedt en Allemagne. qui a passé la majeure partie  comme milieu défensif.

## Carrière
| Saison    | Club        | Pays              | Championnat        | Coupes nationales | Coupes continentales |
| --------- | ----------- | ----------------- | ------------------ | ----------------- | -------------------- |
| 2003-2004 | Sankt Pauli | Regionalliga Nord | 14 matchs / 3 buts | 2 matchs          | -                    |
| 2004-2005 | Sankt Pauli | Regionalliga Nord | 31 matchs / 4 buts | 1 match           | -                    |
| 2005-2006 | Sankt Pauli | Regionalliga Nord | 31 matchs / 4 buts | 3 matchs / 1 but  | -                    |
| 2006-2007 | Sankt Pauli | Regionalliga Nord | 28 matchs / 3 buts | -                 | -                    |
| 2007-2008 | Sankt Pauli | 2.Bundesliga      | 30 matchs / 2 buts | 1 match           | -                    |
| 2008-2009 | Sankt Pauli | 2.Bundesliga      | 26 matchs / 2 buts | 1 match           | -                    |
| 2009-2010 | Sankt Pauli | 2.Bundesliga      | 26 matchs / 1 but  | 2 matchs          | -                    |
| 2010-2011 | Sankt Pauli | Bundesliga        | 28 matchs / 3 buts | 1 match           | -                    |
| 2011-2012 | Sankt Pauli | 2.Bundesliga      | 30 matchs / 6 buts | 1 match           | -                    |
| 2012-2013 | Sankt Pauli | 2.Bundesliga      | 19 matchs / 2 buts | 2 matchs          | -                    |

Dernière mise à jour le 15 août 2013

## Palmarès
- FC St. Pauli
  - Vainqueur du Championnat Regionalliga Nord en 2007.